# Luis Barbat
Luis Alberto Barbat Hudema (ur. 17 czerwca 1968 w Montevideo) – urugwajski piłkarz występujący na pozycji bramkarza.

## Kariera klubowa
Barbat zawodową karierę rozpoczynał w 1985 roku w zespole Progreso. W tym samym roku trafił do argentyńskiego Estudiantes La Plata. Spędził tam 6 lat. W 1992 roku odszedł do urugwajskiego Liverpoolu Montevideo, w którym grał przez 2 sezony.
W 1994 roku przeszedł do chilijskiego CSD Colo-Colo. W tym samym roku zdobył z nim Copa Chile. W 1996 roku wyjechał do Kolumbii, by grać w tamtejszym Independiente Medellín. Następnie grał w Deportes Tolima oraz Américe Cali, z którą w 2001 roku zdobył mistrzostwo Kolumbii, a w 2002 roku mistrzostwo fazy Apertura.
W 2003 roku Barbat wrócił do Urugwaju, gdzie został graczem klubu Danubio. W 2004 roku zdobył z nim mistrzostwo Urugwaju. W 2005 roku odszedł do Centralu Español. Następnie występował w kolumbijskim Atlético Bucaramanga oraz urugwajskim Juventudzie Las Piedras, gdzie w 2008 roku zakończył karierę.

## Kariera reprezentacyjna
W 1991 roku Barbat został powołany do reprezentacji Urugwaju na Copa América. Na tamtym turnieju, zakończonym przez Urugwaj na fazie grupowej, nie zagrał ani razu. 30 kwietnia 1992 roku w wygranym 1:0 towarzyskim meczu z Brazylią zadebiutował w reprezentacji Urugwaju.
W 2004 roku ponownie wziął udział w Copa América. Na tamtym turnieju, zakończonym przez Urugwaj na 3. miejscu, wystąpił w pojedynkach z Meksykiem (2:2), Ekwadorem (2:1), Argentyną (2:4) i Kolumbią (2:1). W latach 1992–2004 w drużynie narodowej Barbat rozegrał w sumie 10 spotkań.